# NGC 605
NGC 605 este o galaxie lenticulară situată în constelația Andromeda. A fost descoperită în 21 octombrie 1881 de către Édouard Stephan.